# Pompeia (Tochter des Gnaeus Pompeius Magnus)
Pompeia († vor 35 v. Chr.) war die Tochter des römischen Staatsmanns und Triumvirn Gnaeus Pompeius Magnus und seiner dritten Gattin Mucia Tertia. Sie war zuerst mit Faustus Cornelius Sulla, dem Sohn des Diktators Sulla, und in zweiter Ehe mit einem Lucius Cornelius Cinna verheiratet. Ihre Nichte, die Tochter ihres Bruders Sextus Pompeius, hieß ebenfalls Pompeia.

## Leben
Trotz der Zusage, dass Faustus Cornelius Sulla die Hand Pompeias erhalten sollte, löste deren Vater zunächst 59 v. Chr. diese beabsichtigte Heiratsallianz. Damals heiratete Pompeius Magnus nämlich im Rahmen seiner Bündnispolitik mit Gaius Iulius Caesar dessen Tochter Iulia, obwohl diese schon mit einem Quintus Servilius Caepio (der vielleicht mit dem späteren Verschwörer Marcus Iunius Brutus identisch ist) verlobt war. Zur Entschädigung wurde nun Caepio die Vermählung mit Pompeia angeboten.
Es fand allerdings keine Hochzeit zwischen Pompeia und Caepio statt. Nachdem Iulia jung gestorben war (54 v. Chr.), spielte Caesar mit dem Gedanken an seine Vermählung mit Pompeia, um das Bündnis mit deren Vater weiterhin aufrechtzuerhalten; dieses Projekt blieb allerdings unausgeführt. Pompeia ging schließlich doch noch eine Ehe mit Faustus Sulla ein. Das Paar bekam zwei Kinder.
Beim Ausbruch des Bürgerkriegs zwischen Pompeius und Caesar (49 v. Chr.) trat Faustus Sulla auf die Seite seines Schwiegervaters und begleitete ihn auf den östlichen Kriegsschauplatz. Pompeia war vermutlich ständig an der Seite ihres Gemahls. Dieser entkam aus der Niederlage bei Pharsalos (48 v. Chr.) nach Nordafrika. Als die Pompeianer in der Schlacht bei Thapsus (46 v. Chr.) erneut besiegt wurden, flüchtete Faustus Sulla über Utica nach Mauretanien, wo er ergriffen und hingerichtet wurde. Auch Pompeia und ihre beiden Kinder gerieten in die Hände von Anhängern Caesars, doch wird der genauere Zeitpunkt ihrer Gefangennahme abweichend erzählt: Laut dem Militärhistoriker Appian erfolgte sie bereits in Utica, laut dem Autor des zu Caesars Schriftenkorpus gerechneten Afrikanischen Kriegs dagegen gleichzeitig mit der Ergreifung Faustus Sullas. Beide Autoren berichten, dass Pompeia und ihre Kinder verschont wurden, so dass die Behauptung einiger Livius-Epitomatoren, dass sie auf Anweisung Caesars hingerichtet worden wären, als unrichtig zu werten ist.
Der Redner Marcus Tullius Cicero lehnte eine ihm nicht lange nach Faustus Sullas Tod vorgeschlagene Ehe mit Pompeia ab. Entweder ein Schwager Caesars, Lucius Cornelius Cinna, oder der gleichnamige Suffektkonsul von 32 v. Chr. heiratete Pompeia jedoch. Sie lebte einige Zeit bei ihrem Bruder Sextus Pompeius auf Sizilien. Als der kleine Tiberius, der nachmalige Kaiser, 40 v. Chr. von seinen Eltern auf der Flucht vor Octavian nach Sizilien gebracht wurde, erhielt er von Pompeia mehrere Geschenke. Laut Seneca starb Pompeia vor ihrem Bruder Sextus, also vor dem Jahre 35 v. Chr.